# Tony Asher
Tony Asher (Londra, 2 maggio 1939) è un paroliere britannico naturalizzato statunitense.
È principalmente noto come collaboratore dei Beach Boys nel loro capolavoro Pet Sounds. Dell’album, che uscì nel 1966 Asher fu coautore di otto brani, spesso collaborando a quattro mani con Brian Wilson.
Tra i brani da lui coscritti vi sono i successi God Only Knows e Wouldn't It Be Nice.

## Biografia
Tony Asher è nato a Londra il 2 maggio 1939, figlio dell'attrice statunitense Laura La Plante e del produttore cinematografico Irving Asher.
Lui e sua madre si trasferirono a Los Angeles prima che lui compisse sei mesi. Fin da bambino, Asher suonava il pianoforte e componeva, dimostrando una grande passione per la musica. Successivamente si è laureato in giornalismo alla UCLA.
Inizialmente Asher era un creatore di testi pubblicitari, ma dopo alcuni anni in questo settore incontrò Brian Wilson nel 1965. L’incontro tra i due si verificò quando Brian Wilson, che si trovava alla United Western Records per registrare alcuni brani,  incontrò Asher durante una pausa nei corridoi dell’edificio. I due si incontrarono quando Asher, all’epoca ventiseienne, stava lavorando su alcuni jingle pubblicitari; così a Brian venne in mente di chiedergli di aiutarlo a lavorare sui testi di alcuni brani, essendo lo stesso Asher un esperto nel settore degli spot pubblicitari e, di conseguenza, avendo una buona comprensione della struttura delle frasi e della gestione filologica delle parole.
Dopo poco tempo, i due si organizzarono per la stesura dei brani e, per circa tre settimane, la coppia lavorava quotidianamente sulle canzoni. Solitamente Brian componeva la musica e Asher, dopo lunghe discussioni con Brian, scriveva un testo.
Lo stesso Asher, in maniera molto contenuta, ha anche contribuito a idee prettamente musicali dei brani.